# 耶里波克
耶里波克（Yairipok），是印度曼尼普尔邦Thoubal县的一个城镇。总人口8263（2001年）。

## 人口
该地2001年总人口8263人，其中男性4175人，女性4088人；0—6岁人口1132人，其中男546人，女586人；识字率63.97%，其中男性为73.87%，女性为53.86%。